# Marauna bucki
Marauna bucki là một loài bọ cánh cứng trong họ Cerambycidae.